# Antonio Danieli (rugbista)
Antonio Danieli (Padova, 27 maggio 1933) è un ex rugbista a 15 italiano.

## Carriera
Giocatore del Petrarca, è noto per essere stato uno dei primi italiani a giocare a rugby all'estero. Infatti giocò in Inghilterra nel Rugby a 13.
Con la nazionale di rugby nel 1955 ha disputato cinque incontri, debuttando il 13 marzo 1955 a Milano contro la Germania Ovest.